# Rich Forever 3
Rich Forever 3 – czwarty mixtape kompilacyjny amerykańskiej wytwórni muzycznej Rich Forever Music, wydany 16 czerwca 2017 roku. Premiera krążka była wielokrotnie przekładana. Produkcją utworów zajęli się; The Lab Cook, Richie Souf, Laron i 808Shawty. Jest to trzeci mixtape z serii Rich Forever.
Rich Forever 3 zadebiutowało na 93 miejscu na liście Billboard 200.

## Lista utworów
Lista utworów.
| Numer | Wykonawca                             | Tytuł                  | Długość |
| 1     | Jay Critch, Famous Dex & Rich The Kid | Pardon Me              | 3:14    |
| 2     | Jay Critch, Famous Dex & Rich The Kid | Loose It               | 3:56    |
| 3     | Famous Dex & Rich The Kid             | You Flexin             | 3:06    |
| 4     | Famous Dex & Rich The Kid             | No Noise               | 3:16    |
| 5     | Jay Critch, Famous Dex & Rich The Kid | VVS                    | 3:02    |
| 6     | Jay Critch, Famous Dex & Rich The Kid | Read About It          | 3:08    |
| 7     | Jay Critch & Rich The Kid             | Nintendo               | 2:54    |
| 8     | Jay Critch, Famous Dex & Rich The Kid | Moon Walkin            | 4:10    |
| 9     | Jay Critch & Rich The Kid             | Did It Again           | 4:24    |
| 10    | Jay Critch, Famous Dex & Rich The Kid | I Don’t Answer         | 2:52    |
| 11    | Jay Critch, Famous Dex & Rich The Kid | Rich Forever Way Outro | 2:41    |

## Pozycję na listach

### Tygodniowe
| Lista (2018)                           | Pozycja |
| -------------------------------------- | ------- |
| USA Billboard 200                      | 93      |
| USA Top R&B/Hip-Hop Albums (Billboard) | 42      |